# Liste d'élections en 1969
Chronologie des élections
- 1965
- 1966
- 1967
- 1968
- 1969
- 1970
- 1971
- 1972
- 1973

Cette liste recense les élections organisées durant l'année 1969. Elle inclut les élections législatives et présidentielles nationales dans les États souverains, ainsi que les référendums.

## Commentaires généraux
Les élections dans les années 1960 comprennent des élections libres et multipartites dans les États démocratiques indépendants ; des élections préparant des colonies à l'indépendance dans le cadre de la décolonisation ; mais aussi des semblants d'élection dans des États sous régime dictatorial. Dans le contexte de la Guerre froide, ces derniers peuvent être des États socialistes membres du bloc de l'Est et donc subordonnés à l'Union soviétique, des dictatures militaires de droite alignées auprès des États-Unis, ou encore des États autoritaires africains nouvellement indépendants et appartenant à divers courants idéologiques, de droite comme de gauche.
Parmi les États démocratiques qui organisent des élections en 1969, un seul, l'Allemagne de l'Ouest, en voit résulter une alternance au pouvoir (septembre). Pour la première fois depuis la fin de la Seconde Guerre mondiale, les conservateurs de l'Union chrétienne-démocrate ne gouvernent plus le pays. Le social-démocrate Willy Brandt forme un gouvernement de coalition avec les libéraux. En France, la démission du président Charles de Gaulle entraîne une élection présidentielle anticipée (juin). Celle-ci est largement remportée par l'ancien premier ministre gaulliste Georges Pompidou, qui s'inscrit dans la continuité de son prédécesseur.
Au Portugal, la démission d'António de Oliveira Salazar pour raisons de santé n'a pas mis fin à la dictature. Le parti Union nationale (extrême-droite) verrouille les élections du mois d'octobre, malgré une tentative de participation de l'opposition.

## Par mois

### Janvier
| Date      | Pays                           | Élections    | Contexte | Résultats |
| --------- | ------------------------------ | ------------ | --- | --- |
| 8 janvier | République arabe unie (Égypte) | Législatives | L'Égypte à cette date est un État à parti unique. Seul le parti est autorisé à présenter des candidats, invitant les citoyens à départager plusieurs candidats dans leur circonscription. | Le parti Union socialiste arabe (nassérisme, panarabisme, socialisme arabe) conserve automatiquement tous les sièges, malgré 3,1 % de bulletins blancs ou nuls. Gamal Abdel Nasser demeure premier ministre (et conjointement président de la République). Il meurt d'une crise cardiaque en septembre 1970 ; Ali Sabri lui succède comme premier ministre. |

### Février
| Date       | Pays      | Élections    | Contexte | Résultats |
| ---------- | --------- | ------------ | --- | --- |
| 10 février | Thaïlande | Législatives | La Thaïlande à cette date est une dictature militaire. Ces élections visent en principe à instituer un gouvernement civil. | Parlement sans majorité. Le Parti du peuple thaï uni (parti de la junte) remporte la majorité relative des sièges, devant notamment le Parti démocrate (libéralisme conservateur). De nombreux députés sans étiquette rejoignent toutefois le PPTU après leur élection, conférant au parti une courte majorité absolue des sièges. Le maréchal Thanom Kittikachorn, premier ministre dans le cadre du régime militaire depuis 1963, demeure premier ministre, cette fois à la tête officiellement d'un gouvernement civil. En 1971, il mène un coup d'État contre son propre gouvernement, prétextant une infiltration communiste, et restaure formellement la dictature militaire. |

### Mars
| Date    | Pays     | Élections    | Contexte | Résultats |
| ------- | -------- | ------------ | --- | --- |
| 2 mars  | Chili    | Législatives | Élection de l'ensemble de la Chambre des députés et de la moitié du Sénat. | Parlement sans majorité. Le Parti démocrate-chrétien (social-chrétien, conservateur) perd sa majorité absolue des sièges à la Chambre des députés, mais conserve la majorité relative dans les deux chambres. |
| 2 mars  | Roumanie | Législatives | La Roumanie à cette date est un État à coalition unique. Tous les partis autorisés sont membres du Front de l'unité socialiste et de la démocratie, dominé par le Parti communiste. Les électeurs sont appelés à voter pour ou contre les candidats présentés par le Front. | Les candidats du Front sont élus avec en moyenne 99,8 % de suffrages favorables. Ion Gheorghe Maurer demeure premier ministre. |
| 26 mars | Somalie  | Législatives | | La Ligue de la jeunesse somalie conserve la majorité absolue des sièges. Mohamed Ibrahim Egal demeure premier ministre. Le 15 octobre, le président Abdirashid Ali Shermarke est assassiné par son garde du corps, plongeant le pays dans l'instabilité. Le 21 octobre, un coup d'État militaire renverse le gouvernement et porte le général Mohamed Siad Barre au pouvoir. C'est le début de la Deuxième République, et l'interdiction des partis politiques. Mohamed Ibrahim Egal est emprisonné. |

### Avril
| Date     | Pays            | Élections                  | Contexte | Résultats |
| -------- | --------------- | -------------------------- | --- | --- |
| 13 avril | RFP Yougoslavie | Législatives               | Les candidats sont proposés par l'Alliance socialiste des travailleurs, organisation de masse dominée par la Ligue des communistes, et approuvés par des assemblées citoyennes avant d'être soumis à l'approbation des électeurs. Dans bon nombre de circonscriptions, il est proposé plus de candidats qu'il n'y a de sièges à pourvoir, les électeurs étant invités à les départager. Il s'agit d'élire le Conseil socio-politique, la seule des cinq chambres du Parlement à être élue au suffrage universel. Les autres sont élues indirectement, ou bien en fonction de la profession des votants. | Les candidats de l'Alliance sont élus avec en moyenne 99,3 % de suffrages favorables. Mitja Ribičič (Ligue des communistes) devient premier ministre.                         |
| 25 avril | Sainte-Lucie    | Législatives               | Sainte-Lucie à cette date est un État associé au Royaume-Uni. | Le Parti uni des travailleurs (conservateur, chrétien-démocrate) conserve la majorité absolue des sièges. John Compton demeure premier ministre.                              |
| 27 avril | France          | Référendum constitutionnel | Les citoyens sont invités à approuver ou rejeter un projet de réforme qui constitutionnaliserait l'existence des régions comme collectivités territoriales, et réformerait la composition et le rôle du Sénat, dont les prérogatives seraient réduites. | Les réformes sont rejetées par 54,2 % des votants. Le président Charles de Gaulle démissionne le lendemain, provoquant une élection présidentielle anticipée au mois de juin. |

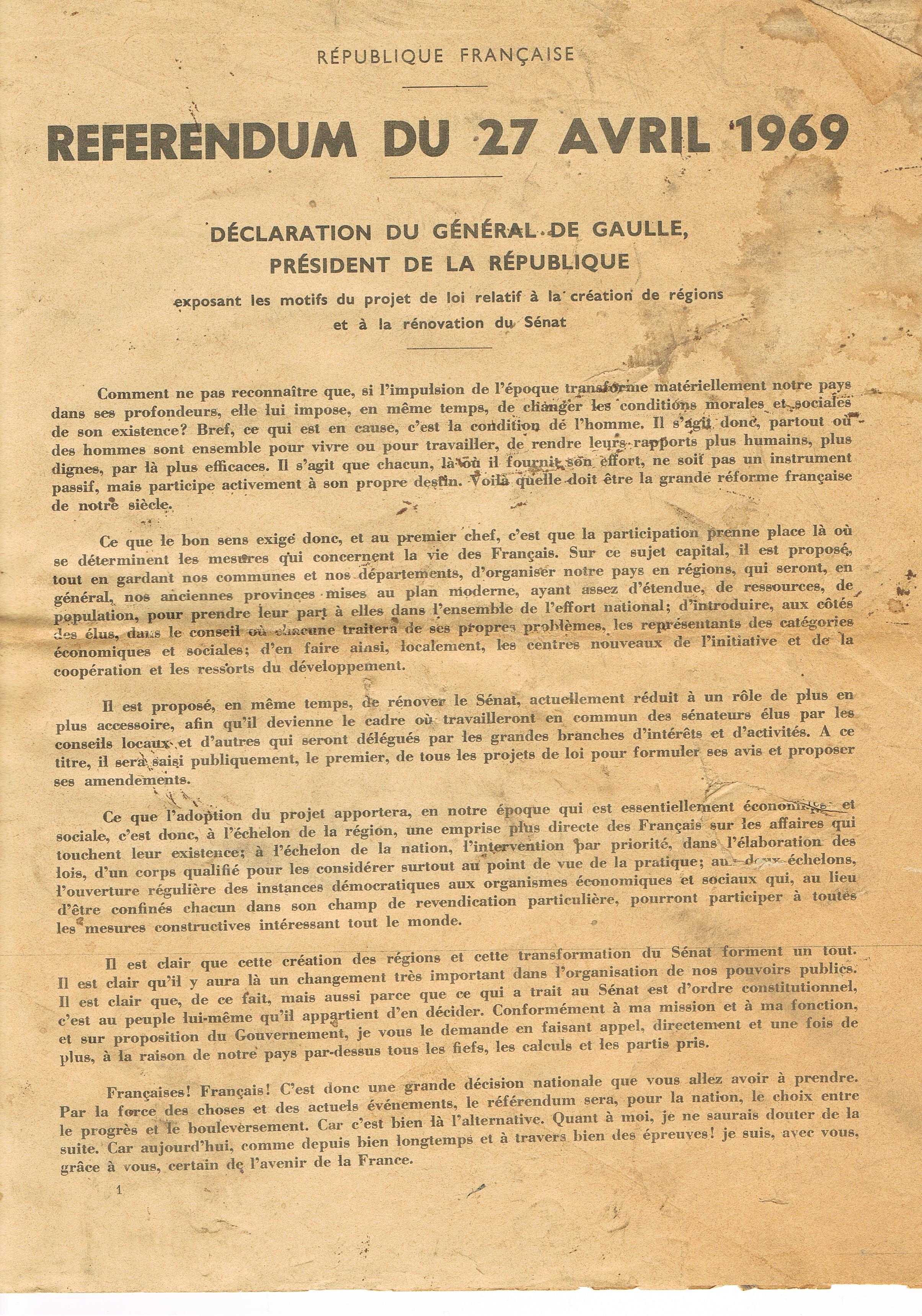
Document présentant le projet de loi sur lequel porte le référendum français du mois d'avril.

### Mai
| Date   | Pays     | Élections    | Contexte | Résultats |
| ------ | -------- | ------------ | -------- | --- |
| 10 mai | Malaisie | Législatives |          | Le Parti de l'alliance (droite) conserve de justesse la majorité absolue des sièges. Tunku Abdul Rahman demeure premier ministre. Le 13 mai, de violentes émeutes éclatent entre des membres de la communauté malaise proches du gouvernement et des membres de la communauté chinoise proches de l'opposition, faisant au moins deux-cents morts. L'état d'urgence est déclaré. Abdul Rahman, écarté de la direction du gouvernement, est finalement contraint à la démission en septembre 1970 ; Abdul Razak, de son même parti, lui succède. |

### Juin
| Date         | Pays     | Élections      | Contexte | Résultats |
| ------------ | -------- | -------------- | --- | --- |
| 1er juin     | Pologne  | Législatives   | La Pologne à cette date est un État à coalition unique. Le Front de l'unité nationale, dominé par les communistes, présente une liste unique de candidats, où le nombre de sièges revenant à chaque parti est décidé à l'avance. Les citoyens sont invités à approuver cette liste. | Les candidats du Front sont approuvés officiellement par 99,2 % des votants. Le Parti ouvrier unifié (marxiste-léniniste) conserve sa majorité absolue des sièges, les autres étant attribués à des candidats sans étiquette ou à des partis qui lui sont subordonnés : le Parti paysan unifié (socialiste et agrarien) et le Parti démocratique (social-libéral). Józef Cyrankiewicz (POU) demeure premier ministre.                                                                                   |
| 1 et 15 juin | France   | Présidentielle | Élection anticipée, à la suite de la démission du président Charles de Gaulle en avril. | Trois candidats terminent avec une nette avance sur les autres au premier tour : Georges Pompidou (Union des démocrates pour la République : droite gaulliste) à 44,5 %, Alain Poher (Centre démocrate : centre-droit, chrétien-démocrate) à 23,3 %, et Jacques Duclos (Parti communiste) à 21,3 %. Le candidat socialiste Gaston Defferre, quatrième, ne recueille que 5,0 % des voix. La gauche est donc absente du second tour, où Georges Pompidou est élu avec 58,2 % des voix face à Alain Poher. |
| 15 juin      | Tchad    | Présidentielle | Première élection présidentielle au suffrage universel direct. Le Tchad à cette date est un État à parti unique. Les électeurs sont appelés à approuver un candidat unique. | Le président François Tombalbaye (Parti progressiste : panafricaniste) est reconduit avec officiellement 99,6 % de suffrages favorables. Des élections législatives ont lieu en décembre. |
| 17 juin      | Zambie   | Référendum     | Les citoyens sont appelés à approuver une modification de la constitution, qui abrogerait la nécessité de soumettre à référendum tout amendement des droits fondamentaux protégés par la constitution. Ces droits pourraient à l'avenir être amendés par une majorité des deux-tiers de l'Assemblée nationale. | La proposition est approuvée par 85,0 % des votants. |
| 18 juin      | Irlande  | Législatives   | | Le parti Fianna Fáil (centre-droit) conserve une courte majorité absolue des sièges. Jack Lynch demeure premier ministre. |
| 20 juin      | Rhodésie | Référendum     | Les citoyens sont invités à approuver ou rejeter l'instauration d'une république et, séparément, l'adoption d'une nouvelle constitution. Le pays a proclamé unilatéralement son indépendance vis-à-vis du Royaume-Uni en 1965, afin que la minorité blanche puisse conserver le pouvoir politique. Instaurer une république revient à abolir les derniers liens symboliques avec la Couronne britannique, le Royaume-Uni ne reconnaissant pas la légitimité de l'État rhodésien blanc. | La constitution est approuvée par 72,5 % des votants, et l'adoption d'une république par 81,0 %. |
| 22 juin      | Mongolie | Législatives   | La Mongolie à cette date est un État à parti unique. Tous les candidats doivent être approuvés par les autorités. | Le Parti du peuple (marxiste-léniniste) conserve la très grande majorité des sièges, les autres revenant à des élus sans étiquette approuvés par le parti. Yumjagiyn Tsedenbal, secrétaire général du comité central du parti, demeure premier ministre. |
| 24 juin      | Danemark | Référendum     | Les citoyens sont appelés à approuver ou rejeter la proposition d'abaisser l'âge du droit de vote à 18 ans au lieu de 21 ans. | La proposition est rejetée par 78,6 % des votants. Ce n'est qu'en 1978 que le droit de vote sera accordé à 18 ans. |

### Juillet
| Date                 | Pays     | Élections    | Contexte                                                                                                   | Résultats                                                                              |
| -------------------- | -------- | ------------ | --- | -------------------------------------------------------------------------------------- |
| 23 juin au 7 juillet | Éthiopie | Législatives | Le droit de se porter candidat est conditionné au niveau de revenus. Aucun parti politique n'est autorisé. | Tous les députés sont élus sans étiquette. Aklilu Habte-Wold demeure premier ministre. |

### Août
| Date    | Pays  | Élections    | Contexte | Résultats |
| ------- | ----- | ------------ | --- | --- |
| 29 août | Ghana | Législatives | Ces élections font suite au coup d'État militaire et policier de 1966 qui a renversé le régime autoritaire de Kwame Nkrumah et instauré une forme de démocratie. Le Parti de la convention populaire (socialiste), parti du régime renversé, a été interdit. | Le Parti du progrès (libéral), soutenu par les auteurs du coup d'État, remporte une large majorité des sièges. Kofi Abrefa Busia (Parti du progrès) devient premier ministre. Edward Akufo-Addo (sans étiquette) devient président de la République, un rôle essentiellement cérémoniel. C'est le début de la Deuxième République. |

### Septembre
| Date                     | Pays                 | Élections                       | Contexte | Résultats |
| ------------------------ | -------------------- | ------------------------------- | --- | --- |
| 29 août au 1er septembre | Afghanistan          | Législatives                    | Les partis politiques ne sont pas autorisés. Tous les candidats se présentent donc sans étiquette.                                                                                         | La gauche subit un recul ; l'assemblée est dominée par les conservateurs (souvent de grands propriétaires terriens) et par les candidats issus du milieu de l'entreprise. Mohammad Nur Ahmad Etemadi devient premier ministre. |
| 7 septembre              | Saint-Marin          | Législatives                    | | Parlement sans majorité. Le Parti démocrate-chrétien (centriste) conserve la majorité relative des sièges, et forme un gouvernement de coalition majoritaire avec le Parti socialiste démocratique indépendant. Le Parti communiste demeure le principal parti d'opposition. |
| 7 et 8 septembre         | Norvège              | Législatives                    | | La coalition au pouvoir, composée de quatre partis du centre et de droite, conserve d'extrême justesse la majorité absolue, devançant de seulement deux sièges le bloc des partis de gauche. Per Borten (Parti du centre : agrarien) demeure premier ministre. |
| 28 septembre             | Allemagne de l'Ouest | Législatives                    | | Parlement sans majorité. Alternance. L'alliance CDU/CSU (chrétienne-démocrate, centre-droit) conserve la majorité relative des sièges au Bundestag. Le Parti social-démocrate (SPD, centre-gauche) parvient néanmoins à former un gouvernement de coalition majoritaire avec le Parti libéral-démocrate (centre-droit, libéral). Willy Brandt (SPD) devient chancelier - le premier chancelier de gauche depuis 1930. |
| 29 septembre             | Rwanda               | Législatives et présidentielles | Le Rwanda à cette date est un État à parti unique. Les électeurs sont appelés à approuver les candidats du parti pour les législatives, et le candidat unique à l'élection présidentielle. | Grégoire Kayibanda (parti Parmehutu : nationaliste hutu) est réélu président avec officiellement 99,4 % de suffrages favorables. Le parti conserve mécaniquement tous les sièges à l'Assemblée nationale. |

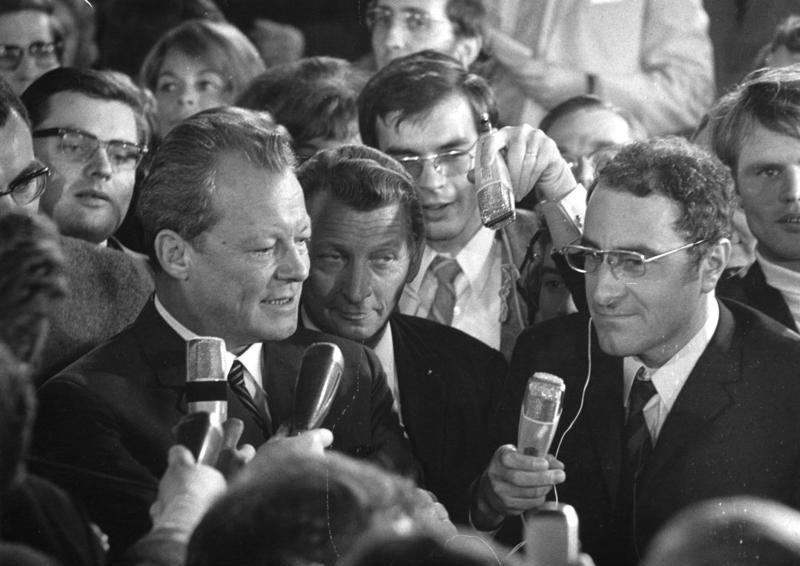
Willy Brandt s'adressant aux médias le soir des élections ouest-allemandes, le 28 septembre.

### Octobre
| Date       | Pays      | Élections    | Contexte | Résultats |
| ---------- | --------- | ------------ | --- | --- |
| 12 octobre | Turquie   | Législatives | | Le Parti de la justice (centre-droit) conserve la majorité absolue des sièges. Süleyman Demirel demeure premier ministre. |
| 18 octobre | Botswana  | Législatives | Premières élections nationales après l'indépendance du pays en 1966. Les précédentes avaient eu lieu en 1965. Le Botswana est l'une des rares démocraties multipartites en Afrique subsaharienne à cette date. | Le Parti démocratique (centre-droit) conserve la majorité absolue des sièges. Seretse Khama demeure président de la République, le président étant choisi par l'Assemblée nationale. |
| 25 octobre | Australie | Législatives | | La Coalition des partis de centre-droit (le Parti libéral et le Parti rural) subit un recul mais conserve la majorité absolue des sièges. John Gorton (Parti libéral) demeure premier ministre. |
| 26 octobre | Portugal  | Législatives | C'est la période du régime autoritaire de l’Estado Novo. Les candidats d'opposition sont autorisés, mais il ne leur est pas permis de faire campagne librement. De nombreux opposants au régime renoncent à se présenter, en raison d'intimidations. L'opposition de gauche se rassemble néanmoins en un « Mouvement démocratique portugais ». | Le parti Union nationale (extrême-droite, fascisme clérical) conserve la totalité des sièges. Le MDP recueille officiellement 10,3 % des suffrages, mais n'obtient aucun siège. Marcelo Caetano demeure premier ministre.                                                                                              |
| 28 octobre | Israël    | Législatives | Le scrutin a lieu quatre mois après la guerre des Six Jours. | Parlement sans majorité. La coalition de centre-gauche « Alignement » frôle la majorité absolue des sièges. Golda Meir (Alignement) demeure première ministre, et maintient un gouvernement d'union nationale, avec notamment le Gahal (centre-droit) et le Parti national religieux (droite, nationalisme religieux). |

### Novembre
| Date        | Pays             | Élections                      | Contexte | Résultats |
| ----------- | ---------------- | ------------------------------ | --- | --- |
| 2 novembre  | Tunisie          | Législatives et présidentielle | La Tunisie à cette date est un État à parti unique. Le parti présente une liste unique de candidats dans chaque circonscription pour le scrutin législatif, et un candidat unique à l'élection présidentielle. | Le Parti socialiste destourien (socialiste, laïc) conserve automatiquement tous les sièges avec 99,8 % de suffrages favorables, tandis que Habib Bourguiba est automatiquement réélu président de la République. |
| 11 novembre | Philippines      | Législatives et présidentielle | | Ferdinand Marcos (Parti nationaliste : national-conservateur, néolibéral) est réélu président avec 61,5 % des voix, face à onze autres candidats dont notamment Sergio Osmeña Jr. (Parti libéral : social-libéral, centriste). Alternance à la Chambre des représentants, où les libéraux perdent leur majorité absolue des sièges au profit des nationalistes. Au Sénat, les nationalistes conservent a majorité absolue. Début 1970 éclate l'« Orage du premier quart », de larges manifestations d'étudiants, de syndicats et de mouvements de gauche contre la crise économique et contre la guerre du Viêt-Nam. |
| 29 novembre | Nouvelle-Zélande | Législatives                   | | Le Parti national (centre-droit) conserve sa courte majorité absolue des sièges. Keith Holyoake demeure premier ministre. |
| novembre    | Suriname         | Législatives                   | | La coalition du Parti indien unifié et de ses alliés remporte de peu la majorité absolue des sièges. |

### Décembre
| Date        | Pays                 | Élections    | Contexte | Résultats |
| ----------- | -------------------- | ------------ | --- | --- |
| 5 décembre  | Honduras britannique | Législatives | Le Honduras britannique (futur Belize) est à cette date une colonie autonome de l'Empire britannique. | Le Parti uni du peuple (centre-gauche, chrétien-démocrate) conserve une large majorité absolue des sièges. George Cadle Price demeure premier ministre.                |
| 6 décembre  | Kenya                | Législatives | Premières élections nationales après l'indépendance du pays en 1963 (les précédentes ayant eu lieu juste avant l'indépendance). Le Kenya à cette date est de facto un État à parti unique, le seul parti d'opposition (l'Union populaire kenyane : socialiste) ayant été interdit deux mois plus tôt. Le parti Union national africaine kenyane (KANU ; droite) présente presque quatre fois plus de candidats qu'il n'y a de sièges à pourvoir, et invite les électeurs à les départager.                                                         | Le parti KANU remporte mécaniquement tous les sièges, bien que de nombreux députés sortants soient battus par d'autres candidats du parti.                             |
| 14 décembre | Tchad                | Législatives | Le Tchad à cette date est un État à parti unique. Les électeurs sont appelés à approuver une liste unique de candidats. Ce scrutin fait suite à l'élection présidentielle du 15 juin. | La liste du Parti progressiste (panafricaniste) est officiellement approuvée par 99,8 % des votants, et conserve automatiquement tous les sièges.                      |
| 20 décembre | République de Chine  | Législatives | Premières élections législatives après la fuite des nationalistes chinois vers Taïwan en 1949. Le gouvernement nationaliste, se considérant comme le gouvernement légitime de toute la Chine, avait conservé le Parlement élu en 1947, avec des représentants de toutes les provinces chinoises. Les survivants de ce Parlement continuent de siéger à Taipei en 1969, mais ces élections permettent le renouvellement des députés représentant Taïwan-même. La 'République de Chine' à Taïwan à cette date est de facto un régime à parti unique. | Le Kuomintang (droite), seul parti à présenter des candidats, remporte presque tous les sièges, les autres revenant à des candidats sans étiquette.                    |
| 27 décembre | Japon                | Législatives | | Le Parti libéral-démocrate (droite) conserve la majorité absolue des sièges, remportant ainsi sa cinquième victoire consécutive. Eisaku Satō demeure premier ministre. |

## Remarques
- Élection sans date : Législatives Ethiopie 1969, voir 1969 Ethiopian general election (en) et Parlamentswahlen in Äthiopien 1969 (de).
- À vérifier : Élection sans date et sans données : Législatives au Gabon en 1969, première en partie unique, cf. : africanelections et Wikipedia Élections législatives gabonaises de 1961.